# Un futuro all'antica
Un futuro all'antica (A Good Old-fashioned Future) è la terza antologia di racconti di Bruce Sterling, pubblicata nel 1999, sette anni dopo la precedente Cronache del Basso Futuro (Globalhead) e altrettanti anni prima della successiva Visionary in Residence.
Contiene sette opere presentate in precedenza tra il 1993 e il 1998 tra le quali due, Il riparatore di biciclette (Bicycle Repairman) (1996) e Taklamakan (1998), hanno vinto il Premio Hugo per il miglior racconto lungo.

## Racconti contenuti
L'edizione originale e l'edizione italiana differiscono nell'ordine dei racconti (tra parentesi l'ordine originale).
1. (1) Maneki Neko (1998)
2. (5) Deep Eddy (1993)
3. (6) Il riparatore di biciclette (Bicycle Repairman) (1996)
4. (7) Taklamakan (1998)
5. (2) La grande gelatina (Big Jelly) (1994) - con Rudy Rucker
6. (3) Lo sciacallo più piccolo (The Littlest Jackal) (1996)
7. (4) La vacca sacra (Sacred Cow) (1993)

### Maneki Neko
Pubblicato originariamente in lingua giapponese su Hayakawa's Science Fiction Magazine e per la prima volta in lingua inglese su The Magazine of Fantasy and Science Fiction del maggio 1998.
È stato antologizzato nella raccolta annuale Year's Best SF 4 (1999), a cura di David G. Hartwell (in Italia pubblicata da Mondadori nella collana Millemondi nel 2000 con il titolo Al suono di una musica aliena).
Candidato al Premio Hugo per il miglior racconto breve e al Premio Sturgeon, ha vinto il sondaggio annuale della rivista Locus come miglior racconto breve.

### Deep Eddy
Pubblicato originariamente sull'Asimov's Science Fiction dell'agosto 1993.
Candidato al Premio Hugo per il miglior racconto lungo.

### Il riparatore di biciclette
Pubblicato originariamente nell'antologia Intersections: The Sycamore Hill Anthology (1996).
È stato presentato anche nelle raccolte annuali Year's Best SF 2 (1997), a cura di David G. Hartwell (in Italia pubblicata da Mondadori nella collana Millemondi nel 1998 con il titolo Le trappole dell'ignoto) e The Year's Best Science Fiction: Fourteenth Annual Collection (1997), a cura di Gardner Dozois, e nell'antologia Avantpop Schegge d'America. Nuove avanguardie letterarie (After Yesterday's Crash: The Avant-Pop Anthology) (1996), a cura di Larry McCaffery.
Ha vinto il Premio Hugo per il miglior racconto, e il premio Science Fiction Chronicle Readers Poll nella stessa categoria.

### Taklamakan
Pubblicato originariamente sull'Asimov's Science Fiction dell'ottobre/novembre 1998.
È stato inserito nella raccolta annuale The Year's Best Science Fiction: Sixteenth Annual Collection, a cura di Gardner Dozois.
Ha vinto il Premio Hugo per il miglior racconto, il Premio Locus come miglior racconto ed è stato candidato al Premio Nebula nella medesima categoria.

### La grande gelatina
Pubblicato originariamente sull'Asimov's Science Fiction del novembre 1994.
È la seconda collaborazione di Sterling con Rudy Rucker, dopo All'assalto dei cieli (Storming the Cosmos) (1985). Sono seguiti Junk DNA (2003), Hormiga Canyon (2007) e Colliding Branes (2009).

### Lo sciacallo più piccolo
Pubblicato originariamente su The Magazine of Fantasy & Science Fiction del marzo 1996.
Protagonista è Leggy Starlitz, personaggio già presente nel racconto Hollywood Cremlino (Hollywood Kremlin) (1990) ed in seguito protagonista del romanzo Lo spirito dei tempi (Zeitgeist) (2000).

### La vacca sacra
Pubblicato originariamente su Omni del gennaio 1993.

## Edizioni
- Bruce Sterling, A Good Old-fashioned Future, Bantam Spectra, 1999,  pp. 279, ISBN 978-0-553-57642-9.
- Bruce Sterling, A Good Old-fashioned Future, Gollancz, 2001,  p. 279, ISBN 978-1-85798-710-2.
- Bruce Sterling, Un futuro all'antica, traduzione di Giorgia Gatta, introduzione di Sandro Pergameno, collana Solaria n. 9, Fanucci, 2000,  p. 304, ISBN 88-347-0766-4.
- Bruce Sterling, Un futuro all'antica, traduzione di Giorgia Gatta, Piccola Biblioteca Oscar n. 556, Arnoldo Mondadori Editore, 2000,  p. 328, ISBN 978-88-04-56942-8.